# سولومون (آریزونا)
سولومون (به انگلیسی: Solomon) یک منطقهٔ مسکونی در ایالات متحده آمریکا است که در شهرستان گرهم، آریزونا واقع شده‌است. سولومون ۰٫۵۴ کیلومتر مربع مساحت و ۵٬۵۹۰ نفر جمعیت دارد و ۹۰۵٫۸۸ متر بالاتر از سطح دریا واقع شده‌است.